# Brodersby (Schwansen)
Brodersby (Schwansen) este o comună din landul Schleswig-Holstein, Germania.
1. ↑   http://www.amt-schlei-ostsee.de/brodersby.html Lipsește sau este vid: |title= (ajutor)
2. ↑  Alle politisch selbständigen Gemeinden mit ausgewählten Merkmalen am 31.12.2018 (4. Quartal) (în germană), Statistisches Bundesamt[*], arhivat din original la 10 martie 2019, accesat în 10 martie 2019
3. ↑  GeoNames